# 汜水关之战
汜水关之战是14世纪的历史小说三国演义中的一场虚构戰役，描述的是當時執掌漢朝中央的董卓与反叛的地方官員聯軍在汜水關进行的一場战斗，是討伐董卓之戰的一部分。 

## 背景
189年，汉朝都城洛阳發生動亂，大將軍何進與十常侍先後被殺，董卓趁機帶兵进入汉朝都城洛阳，控制了朝廷後又廢除皇帝劉辯，另立劉協為皇帝。190年，几名地方官员组成了反对董卓的联盟，並推舉袁绍为盟主。袁绍命令袁术管理反董联盟的物资，并任命孙坚为先锋，帶兵進攻汜水关。
董卓对此消息深感震惊，但他的养子吕布表示請他放心，并说他会亲自前往战斗并杀死敌人。董卓的将军华雄也自愿前去与反董联军作战。 董卓很高兴，他任命华雄为骁骑校尉，李肃、胡軫和赵岑为副手，并派遣5万部队守卫汜水關。

## 战争

### 初戰
鮑信為搶在孙坚之前奪取汜水關，讓其兄弟鮑忠帶領3000人偷偷前往汜水關。結果鲍忠被華雄殺死。然后華雄将鲍忠的頭顱獻給董卓，董卓很高興，晋升了华雄的官位。 
孙坚与将军程普、黃蓋、韓當和祖茂抵達汜水關。胡軫率领五千人与孙坚交战，在他们发生冲突后不久，程普用长矛刺中了胡軫的喉咙。孙坚随後继续前進，但被弓箭手击退。 他退居梁东，并向袁绍报告了他的胜利，同时孫堅向袁术施压，要求他提供糧草。

### 孙坚大败
袁术卻拒绝向孫堅提供物资，因为他不希望孙坚立功。孙坚军队由于缺乏补给而爆发混乱，孙坚营地的间谍趁機向华雄报告了情况。李肃建议华雄抓住这次机会袭击孙坚。
午夜，华雄率军进攻孙坚营地，孙坚只好醒来与他作战。由李肃率领的另一支部队从后方潜入孙坚的营地并纵火。結果孙坚被包围了，他试图与祖茂一起突围。祖茂看到孙坚戴著紅色頭巾，認為孫堅會很容易被他人認出，於是建议孫堅把頭巾給他戴上。孫堅同意並随后逃脱，祖茂用紅色頭巾当诱饵将华雄吸引而來。祖茂试图殺死華雄，結果反被華雄所殺。
程普、黃蓋、韩当最终与孙堅重新集结。孙堅對祖茂之死表示哀悼，并向袁绍报告作戰失败。

### 溫酒斬華雄
第二天，华雄帶兵前往反董聯軍營地前，并要他们与他进行一对一的战斗。袁術手下的俞涉率先出營與华雄單挑，但單挑几轮后就被華雄杀死。韓馥手下的将军潘鳳第二個前去和華雄單挑，也被華雄斬殺。 
关羽当时只是刘备（作為公孙瓒的下屬加入反董联盟）手下的骑兵弓箭手，他自愿与华雄單挑，但關羽地位太低，自告奮勇時被袁術嘲笑。但是，曹操認為关羽很勇敢，並建议允许关羽前去單挑。关羽答应一定會带回华雄的頭顱，如果失败，願意按照軍法處置。曹操向关羽提供了一杯溫酒来鼓励他，但后者暫時拒绝了，声称很快就会勝利歸來。片刻后，关羽带着华雄的脑袋返回，並喝下那沒有冷卻的溫酒。
反董联军趁機佔領了汜水關，并朝通向洛阳的下一个關隘虎牢关挺近。

## 历史
实际上《後漢書》和《三國志》以及裴松之的註均没有提及汜水關之戰。其實虎牢關和汜水關都是滎陽附近的同一座關隘，只是有兩個不同的名稱而已。
但是根據《三國志》，确实提到了與《三國演義》中孙坚作戰类似的事件，如提到孙坚的頭巾，不過並非是孫堅與華雄交戰時提及。《三國志》記載，孫堅进驻梁东时，受到徐荣軍隊的猛烈進攻，孫堅只好與数十名骑兵突围。当时他当时戴著紅色頭巾，所以就把它脱下来交给祖茂。徐荣軍隊的人认出了紅色頭巾，追赶祖茂，而孫堅则從另一条路突圍。 祖茂被追得累了而下馬，将頭巾绑在一根柱子上，並藏在附近的灌木丛中。徐榮士兵包圍了柱子，当他们看到那只是一根柱子时就离开了。祖茂并没有在梁东的那场小规模冲突中被杀害，但是那次事件之后史書中也沒有有關祖茂的任何記載。胡軫在梁東战斗中也没有被杀，甚至胡軫在董卓死后依舊在李傕和郭汜的政府中任职。
《三國志》還提到，董卓下屬华雄其實是在陽人（今河南省汝州市溫泉鎮）被孫堅梟首。

## 文化
在中国文学中，这场战斗被称为使关羽成名的第一场战斗。 
在京剧中，有一齣戲叫斬華雄。這一场景在中国戏曲其他曲種（例如湘劇）中也有。
电子游戏中也有此事件，例如Koei的三國志英傑傳、三國志曹操傳和真·三國無雙系列等。